# Stubo (Bijelo Polje)
Stubo (en serbe cyrillique: Стубо) est un village du nord-est du Monténégro, dans la municipalité de Bijelo Polje.

## Démographie

### Évolution historique de la population[1]
| 1948 | 1953 | 1961 | 1971 | 1981 | 1991 | 2003 |
| ---- | ---- | ---- | ---- | ---- | ---- | ---- |
| 149  | 176  | 220  | 241  | 205  | 114  | 82   |